# Sociolog
Sociolog je znanstvenik, ki deluje na področju sociologije.
Prvi sociolog je bil Auguste Comte, ki je tudi izumil sam pojem sociologije. Pomembnejši sociologi so: Karl Marx, Herbert Spencer, Lester Ward, Vilfredo Pareto, Ferdinand Tönnies, Max Weber, Émile Durkheim ...